# ریونوسوکه سوگاوارا
ریونوسوکه سوگاوارا (انگلیسی: Ryunosuke Sugawara؛ زادهٔ ۲۸ ژوئیهٔ ۲۰۰۰) بازیکن فوتبال اهل ژاپن است.